# Malacosoma castrense
Malacosoma castrense — метелик родини коконопрядів.
В Ірані зимують яйця, з яких навесні виходять гусениці, що перший час тримаються разом, поїдаючи бруньки та молоді пагони. Гусениці проходять через 5 стадій розвитку, після чого заляльковуються.

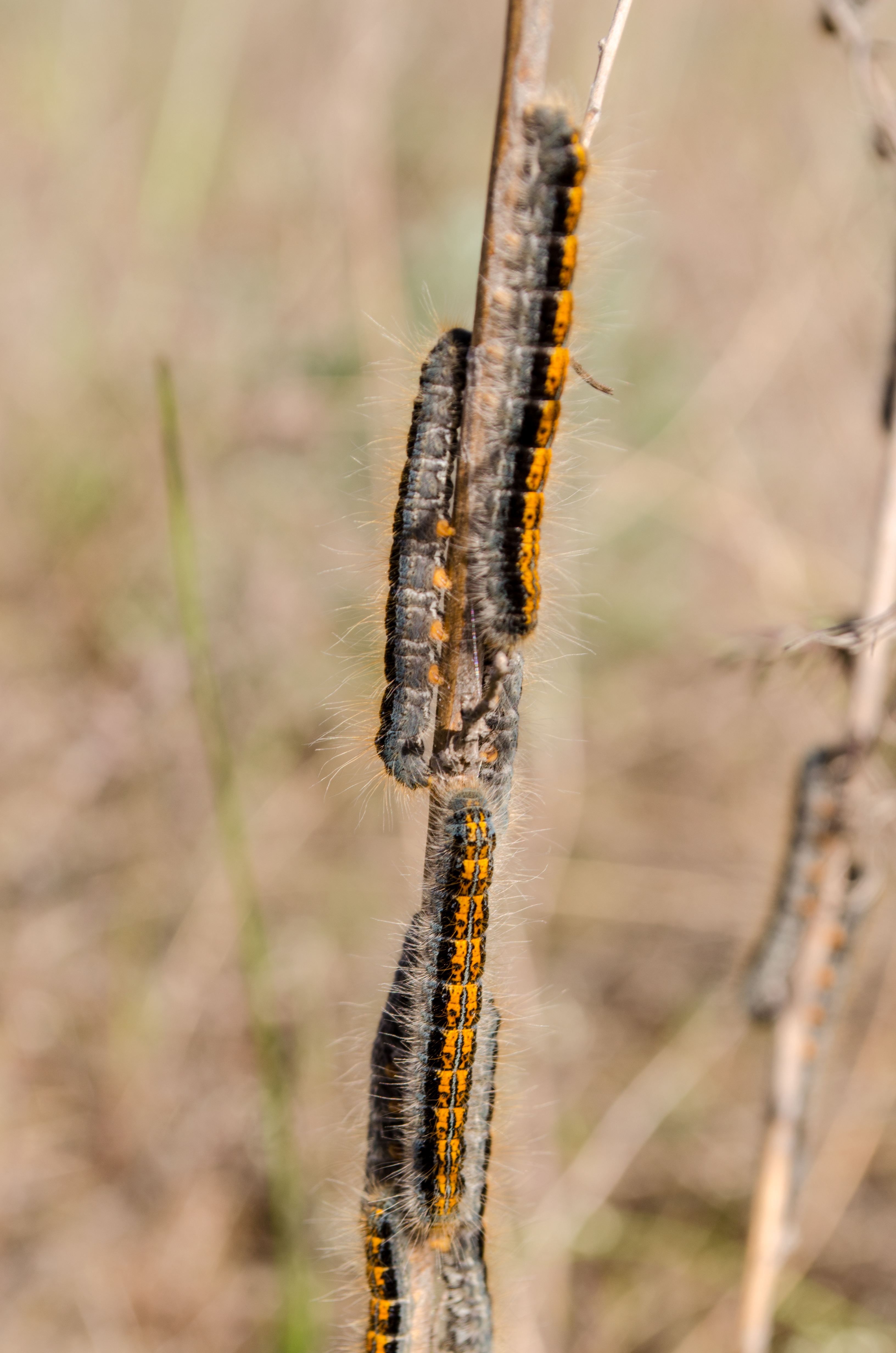
Гусінь, Олешківські піски, Україна

Гусінь живиться на різноманітних трав'янистих рослинах, зокрема на молочаї кипарисовому, молочаї гострому, родовику малому, представниках родини бобових. Загалом гусениці потребують бідних ґрунтів, де зростають ці рослини, а їхнє зникнення в Центральній Європі викликає зменшення кількості коконопрядів. У Британії живиться кермеком та полином Artemisia maritima. У Туреччині гусениці живляться на еспарцеті сійному.
На гусіні розвиваються личинки низки паразитоїдних комах, серед яких Pimpla rufipes, Gregopimpla malacosomae, Pteromalus bifoveolatus, Brachymeria tibialis, Masicera sphingivora, Tachina praeceps.
Вид включений до регіональних Червоних книг Московської, Рязанської, Тверської, Тюменської областей Росії.